# قانونا الاتحاد 1707
قانونَي الاتحاد أو قانونا الاتحاد (بالإنجليزية: Acts of Union 1707)‏؛ كانا قانونين برلمانيين: قانون الاتحاد مع اسكتلندا لعام 1706، الذي مرره برلمان إنجلترا، وقانون الاتحاد مع إنجلترا لعام 1707، الذي مرره البرلمان الإسكتلندي. فعَّل هذان القانونان بنود معاهدة الاتحاد التي صُدِّق عليها في 22 يوليو عام 1706، بعد مفاوضات بين ممثلي البرلمانين. كانت مملكة إنجلترا ومملكة اسكتلندا دولتين منفصلتين بكيانين تشريعيين منفصلين، ولكن تحت حكم نفس الملك، وبإصدار هذين القانونين ومن خلال الكلمات المكتوبة في المعاهدة «اتحدتا في مملكة واحدة باسم بريطانيا العظمى».
تتشارك البلدان نفس العاهل منذ اتحاد التاج في عام 1603، عندما ورث جيمس السادس ملك اسكتلندا، التاج الإنجليزي من إليزابيث الأولى ملكة إنجلترا. وصف الاتحاد كمملكة واحدة، ولكن حتى عام 1707 كان الواقع الفعلي وجود مملكتين منفصلتين تحت قيادة نفس الشخص (بالتعارض مع الإنشاء المفترض لمملكة واحدة وتاج واحد باسم مملكة بريطانيا العظمى). ثمة ثلاث محاولات سابقة على قانوني الاتحاد (في 1606، و1667، و1689) لاتحاد الدولتين عبر القوانين البرلمانية، ولكنها لم تنل الدعم السياسي حتى بداية القرن الثامن عشر.
دخل القانونان حيز التنفيذ منذ 1 مايو عام 1707. اتحد برلمان إنجلترا وبرلمان اسكتلندا في هذا التاريخ لتكوين برلمان واحد تحت اسم برلمان بريطانيا العظمى، في قصر وستمنستر في لندن، مأوى البرلمان الإنجليزي. يُشار للقانونين باسم اتحاد البرلمانين. قال المؤرخ سيمون شاما عن هذا الاتحاد «ما بدأ اشتباكًا عدائيًا، انتهى بشراكة من أقوى الشراكات في العالم، لقد كان الاتحاد أحد التحولات المذهلة في التاريخ الأوروبي».

## الخلفية التاريخية

### محاولات الاتحاد قبل 1707
كانت الدولتان منفصلتين تمامًا بالرغم من محاولات إدوارد الأول ملك إنجلترا لغزو اسكتلندا في آخر القرن الثالث عشر وأول القرن الرابع عشر. أضحت الملكة إليزابيث الأولى ملكة إنجلترا في عام 1558، وزادت احتمالية الاتحاد بسبب عدم زواجها أو إنجابها للأطفال. أقسمت الملكة الكاثوليكية ماري ملكة اسكتلندا بالحفاظ على الاتحاد السلمي بين المملكتين منذ 1558. أُجبرت ماري على التخلي عن عرش اسكتلندا، ليخلفها ابنها الصغير جيمس السادس، ذو النشأة البروتستانتية، وريثًا للعرش الإنجليزي. حُكمت المملكتين في اتحاد تحت قيادة الملك جيمس السادس بعد وفاة إليزابيث في عام 1603، ليكون أيضًا جيمس الأول ملك إنجلترا، وخلفاؤه من ستيوارت، وظلت إنجلترا واسكتلندا مملكتين منفصلتين.

#### 1603-1639
عندما أصبح جيمس ملكًا لإنجلترا في عام 1603، كانت الخطوة الأولى حول رؤيته عن الدولة الموحدة المركزية إنشاء كنيسة موحدة لاسكتلندا وإنجلترا يحكمها الأساقفة. أعلن نيته لوحدة المملكتين حتى لا يكون مذنبًا بـ«الظلم بينهما»، واستخدم امتياز التاج لينال لقب «ملك بريطانيا العظمى» ومنح الصفة البريطانية لبلاطه وحاشيته.
أسس قانون الاتحاد بين إنجلترا واسكتلندا في عام 1603 مفوضية مشتركة للموافقة على الشروط، لكن البرلمان الإنجليزي كان متخوفًا من عواقب هذا التكليف وتأديته إلى الملكية المطلقة مثل تلك الموجودة في اسكتلندا. تخلى جيمس عن سياسته بشأن الاتحاد السريع، واختفى الموضوع من الأجندة التشريعية مع بعض المحاولات لإحيائه في 1610، وقد قوبلت تلك المحاولات بالعداء.
لم يتخلى جيمس عن الفكرة تمامًا، كان الدين والسياسة وثيقي الصلة ببعضهما في القرن السابع عشر، فرأى الملك أن الخطوة الأولى للوحدة أن تتحد الكنيستان. تمثلت المشكلة في الاختلاف الواسع بين الكنيستين، من حيث البنية والعقيدة، فقد اتبع أساقفة الكنيسة الاسكتلندية بناءً مشيخيًا وعقيدة كالفينية، فنظروا إلى كنيسة إنجلترا نظرة أفضل قليلًا من نظرتهم إلى الكاثوليكية في أحسن الأحوال. كانت السياسات الدينية التي اتبعها جيمس وابنه تشارلز الأول مهدًا للاتحاد السياسي، وأدت مقاومة هذا المفهوم إلى حركة العهد القومي 1638 في اسكتلندا وحروب الممالك الثلاثة بين أعوام 1639-1651.

#### 1639-1670
أكدت حروب الأساقفة خلال أعوام 1639-1640 على تفوق الكنيسة المشيخية الاسكتلندية وأسست لحكومة عهدية في اسكتلندا. ظل الاسكتلنديون محايدين عند نشوب الحرب الأهلية الإنجليزية الأولى في عام 1642، ولكنهم تخوفوا من تأثير النصر الملكي على اسكتلندا بعد الهزائم البرلمانية في السنة الأولى من الحرب، اعتُبر الاتحاد الديني خير وسيلة للحفاظ على الكنيسة المشيخية. وفر الفريق الجليل والعهديون دعمًا عسكريًا اسكتلنديًا للبرلمان الإنجليزي مقابل الاتحاد الديني بين الكنيسة المشيخية وكنيسة إنجلترا. عندما أشير إلى الاتحاد بين إنجلترا واسكتلندا وأيرلندا، لم يكن الاتحاد السياسي مطروحًا بصراحة، ولم يكن لتلك الفكرة تأييد بين الإنجليزيين.
اعترضت الأغلبية الأسقفية من الكنيسة الإنجليزية والمستقلون الدينيون مثل أوليفر كرومويل على هذا الاتحاد. نظر المشيخيون الإنجليز والاسكتلنديون للمستقلين الذين هيمنوا على الجيش النموذجي الجديد كخطر أشد من الملكيين، وعند انسحاب تشارلز الأول في عام 1646، وافقوا على إعادته إلى العرش الإنجليزي. وافق الملكيون والعهديون على تأسيس المملكة بالأمر الإلهي، ولكنهم اعترضوا على طبيعة ومدى السلطة الملكية مقابل سلطة الكنيسة.
احتل الجنود الإنجليزيون اسكتلندا بعد الهزيمة في الحرب الأهلية الإنجليزية الثانية 1647-1648، وسُحبوا بمجرد حلول حزب الكنيسة الاسكتلندية (الكيرك) محل ما سُمي بالانفصاليون، الذين حمّلهم كرومويل مسؤولية الحرب. أكدت حملة التطهير الفخري العسكرية في ديسمبر عام 1548 على سيطرة كورمويل السياسية على إنجلترا بإزالة الأعضاء المشيخيين من البرلمان وإعدام تشارلز في يناير 1649. نصَّب حزب الكنيسة الاسكتلندية تشارلز الثاني ملكًا لاسكتلندا وبريطانيا العظمى في فبراير بالرغم من ذلك، ووافقوا على إعادته للعرش الإنجليزي.
أسفرت الهزيمة في الحرب الأهلية الإنجليزية الثالثة 1649-1651 عن اندماج اسكتلندا في الكومنولث الإنكليزي، بسبب إصرار كرومويل على إقصاء سلطة الكنيسة الاسكتلندية، التي اعتبرها مسؤولة عن الحرب الإنجليزية الاسكتلندية. تبع إعلان مناقصة الاتحاد 1652 مرسوم صادر في 12 إبريل لعام 1654 عن حامي الاتحاد الإنجليزي واسكتلندا، ما ساعد في إنشاء كومنولث إنجلترا واسكتلندا وإيرلندا. صدق عليه البرلمان الثاني للدولة تحت الحماية في 26 يونيو 1657، ما سمح بإنشاء البرلمان الموحد في وستمينستر، يمثل اسكتلندا وإيرلندا فيه 30 ممثلًا بالإضافة للأعضاء الإنجليزيين الموجودين.
أسست الاتفاقية للتجارة الحرة بين دول الكومنولث، ولكن الفوائد الاقتصادية كانت محدودة بفعل الضرائب الثقيلة المطلوبة لتمويل الجيش. ارتبط الاتحاد في اسكتلندا بالاحتلال العسكري، وحظي بدعم ضئيل في إنجلترا بفعل الضرائب الثقيلة. انحل الاتحاد بعودة تشارلز الثاني في عام 1660 بالرغم من رجاء الأعضاء الاسكتلنديين في برلمان الكومنولث لاستمراره.
تضرر الاقتصاد الإسكتلندي بشدة من قوانين الملاحة الإنجليزية لأعوام 1660 و1663 والحروب مع جمهورية هولندا؛ السوق التصديرية الرئيسة لإسكتلندا. أقيمت مفوضية تجارية إنجليزية اسكتلندية في يناير عام 1668، ولكن الإنجليز لم يهتموا بتقديم التنازلات؛ إذ لم يكن للاسكتلنديين كثيرًا يقدموه في المقابل. أعاد تشارلز الثاني إحياء المناقشات حول الاتحاد السياسي في عام 1669، وكانت دوافعه لذلك إضعاف الروابط التجارية والسياسية مع الهولنديين، الذين ظلوا بمثابة الأعداء، ولإكمال عمل جده جيمس الأول. دل استمرار المعارضة من الجانبين الإنجليزي والإسكتلندي بنهاية عام 1669 على توقف مناقشات المفوضين.

#### 1670-1707
أبرمت اتفاقية اسكتلندية في إدنبره في أبريل عام 1689 بعد الثورة المجيدة لعام 1688، للموافقة على تسوية دستورية جديدة، ودعم الأساقفة الاسكتلنديون الاتحاد المقترح في محاولة للاستبقاء على السيطرة الأسقفية على الكنيسة. دعم ويليام وماري الفكرة ولكنها تلقت اعتراضًا من الأغلبية المشيخية في اسكتلندا ومن البرلمان الإنجليزي. انتهت الأسقفية في اسكتلندا في عام 1690، ما أدى إلى نفي جزء أساسي من الطبقة السياسية، وكان هذا العنصر أساس معارضة الاتحاد لاحقًا.
كانت تسعينيات القرن السابع عشر فترة مشقة اقتصادية في أوروبا كلها واسكتلندا على وجه التحديد، تلك الفترة المعروفة الآن باسم سبع سنوات عجاف، ما أدى إلى تأزم العلاقات مع إنجلترا. استقبلت الشركة الاسكتلندية للتجارة لأفريقيا والهند ميثاقًا لرفع رأسمالها عبر التبرعات الشعبية في عام 1698. استثمرت الشركة في مشروع دارين، الذي كان خطة طموحة يمولها المستثمرون الاسكتلنديون لبناء مستعمرة على برزخ بنما للتجارة مع شرق آسيا. كان المشروع كارثيًا، ووصلت خسائره إلى 150 ألف جنيه استرليني، مؤثرًا بشدة على نظام التجارة الإسكتلندي. كانت الخسائر المالية إحدى دعائم الاتحاد فيما بعد. 